# 七種薬師
七種薬師（なぐさやくし）は、兵庫県姫路市と同県神崎郡福崎町の境界にある標高616.2mの山である。 

## 概要
姫路市側から山頂に至る登山道には、地獄鎌尾根といわれる断崖がある。また、付近の七種槍、七種山とあわせて七種三山と呼ばれる。